# Birth 3
Pour plus de détails, voir Fiche technique et Distribution.
Birth 3 - La mort d'un triptyque est un court métrage expérimental (15 min) réalisé par Antony Hickling en 2010.

## Synopsis
Birth 3 - La mort d’un triptyque est la fin de la trilogie Birth.
Le thème de la sexualité est toujours central. Le film explore l’abus du personnage principal lorsqu’il révèle sa sexualité à une société hostile. Le film est théâtral en style et en forme.

## Fiche technique
- Réalisateur, scénariste et producteur : Antony Hickling
- Image et montage : Christophe Rivoiron
- Première assistante : Clara Cantos
- Costume : Izari Lechhab
- Maquillage : Gabriella Gargiulo
- Assistante maquillage : Charlene Lievens
- Son : Jeremy Boisseau
- Lumière : Vincent Ferreira
- Chef déco : Annabelle Fesquet
- Régie : Lydie Trajman
- Habilleuse : Gala Besson
- Musique : Airelle Besson
- Pays de production :  France
- Date de sortie : 2010

## Distribution
- Antony Hickling : Irina
- Amanda Dawson : 1re femme
- Nadège Dorion : 2e femme
- Gaëtan Vettier, Thomas Laroppe, Francois Brunet, Paul Bagnulo, Richard Hadley, Patrick Ligarius, Thomas Pascal, Stephen Shagov, Frederico Zartore, Thomas Dupuy : chœur